# 블라디미르 사르니코프
블라디미르 발레리예비치 사르니코프(러시아어: Владимир Валерьевич Сальников, 1960년 5월 21일 ~ )는 소비에트 연방의 수영 선수이다. 그는 1980년 하계 올림픽에서 1500m, 400m 자유형, 800m 자유형 계주에서 금메달을 땄으며, 1988년 하계 올림픽에서는 1500m 자유형에서 2연승하여 총 4개의 금메달을 획득했다. 그뿐만이 아니라, 그는 1980년 하계 올림픽에서 1500m 자유형의 15분 벽을 깬 최초의 수영 선수였다.

## 생애
소비에트 연방 레닌그라드에서 선장의 아들로 태어났다. 7세 때 그의 어머니가 수영 팀에 가입시키려고 블라디미르를 수영장에 데리고 다녔다고 한다.
1년 후 그는 제니트에서, 후에 군사 스포츠 클럽에서 훈련을 받았다.
16세의 나이로 1976년 몬트리올 올림픽에 데뷔한 사르니코프는 1500m 자유형에서 유럽 기록을 깼으나 5위로 오고 말았다.
그의 국제 승리들의 긴 차례는 사르니코프가 1977년 유럽 선수권 대회에서 1500m를 이기면서 시작되었다.
1978년 베를린에서 열린 세계 선수권 대회에서 400m와 1500m 자유형을 우승하였다. 400m에서 세계 기록을 수립하였고, 1년 후 800m 자유형에서 또다른 세계 기록을 세워 8분 적게 거리를 완료한 첫 선수가 되었다.
1980년 모스크바 올림픽에서 1500m 자유형을 14분 58.27초에 헤엄쳐 금메달을 따면서 세계를 놀랍게 하였다. 400m 자유형과 800m 자유형 계주에서도 금메달을 땄다.
1982년 세계 선수권 대회에서 400m와 1500m 자유형 타이틀을 유지하였고, 1년 후에 유럽 선수권 대회에서 1500m 자유형 14분 54.76초의 세계 기록을 세웠다. 그 기록은 8년동안 지속되었다.
1984년 로스앤젤레스 올림픽에 소비에트 연방의 불참으로 출전하지 않은 사르니코프는 1988년 서울 올림픽에 돌아온다. 28세의 나이라는 이유로 우승 후보로 보이지 않던 사르니코프는 놀랍게도 8년 만에 1500m 자유형 2연승을 하였다. 선수촌의 식당에 들어온 그날 밤에 다른 선수들에 의하여 열렬한 환영을 받았다.

## 같이 보기
- 올림픽 다관왕 목록
- 수영 자유형 400m 세계 기록 추이
- 수영 자유형 800m 세계 기록 추이
- 수영 자유형 1500m 세계 기록 추이